# Кокоскірія Єснатій Хватович
Єснатій (Снатій, Гнат) Хватович (Хотович, Мисович) Кокоскірія (Кокоскерія) (1899, село Джирхва, тепер Гудаутського району, Абхазія, Грузія — ?) — радянський діяч, голова колгоспу «Червоний Араху» Абхазької АРСР. Депутат Верховної ради СРСР 1-го скликання.

## Життєпис
Народився в бідній селянській родині. З дитячих років працював на князя Марганія, який був власником села Джирхва. Три роки навчався в сільській початковій школі.
З 1920-х років працював у районній робітничо-селянській міліції Абхазької АРСР.
У 1936—1937 роках — голова сільської ради в Абхазькій АРСР.
Із 1937 року — голова колгоспу «Червоний Араху» Абхазької АРСР.
Подальша доля невідома.